# Lan hài Việt Nam
Lan hài Việt Nam (danh pháp hai phần: Paphiopedilum vietnamense) là một loài lan thuộc Chi Lan hài. Đây là loài đặc hữu của miền bắc Việt Nam, trên đá vôi Loài này được mô tả khoa học đầu tiên năm 1999. Đây là loài cực kỳ nguy cấp do phân bố hạn chế và khai thác quá mức Loài này hiện được trồng tại Hoa Kỳ.
Đây được xem là một loài lan sáng chói trong chi lan hài vùng nhiệt đới châu Á.

## Hình ảnh

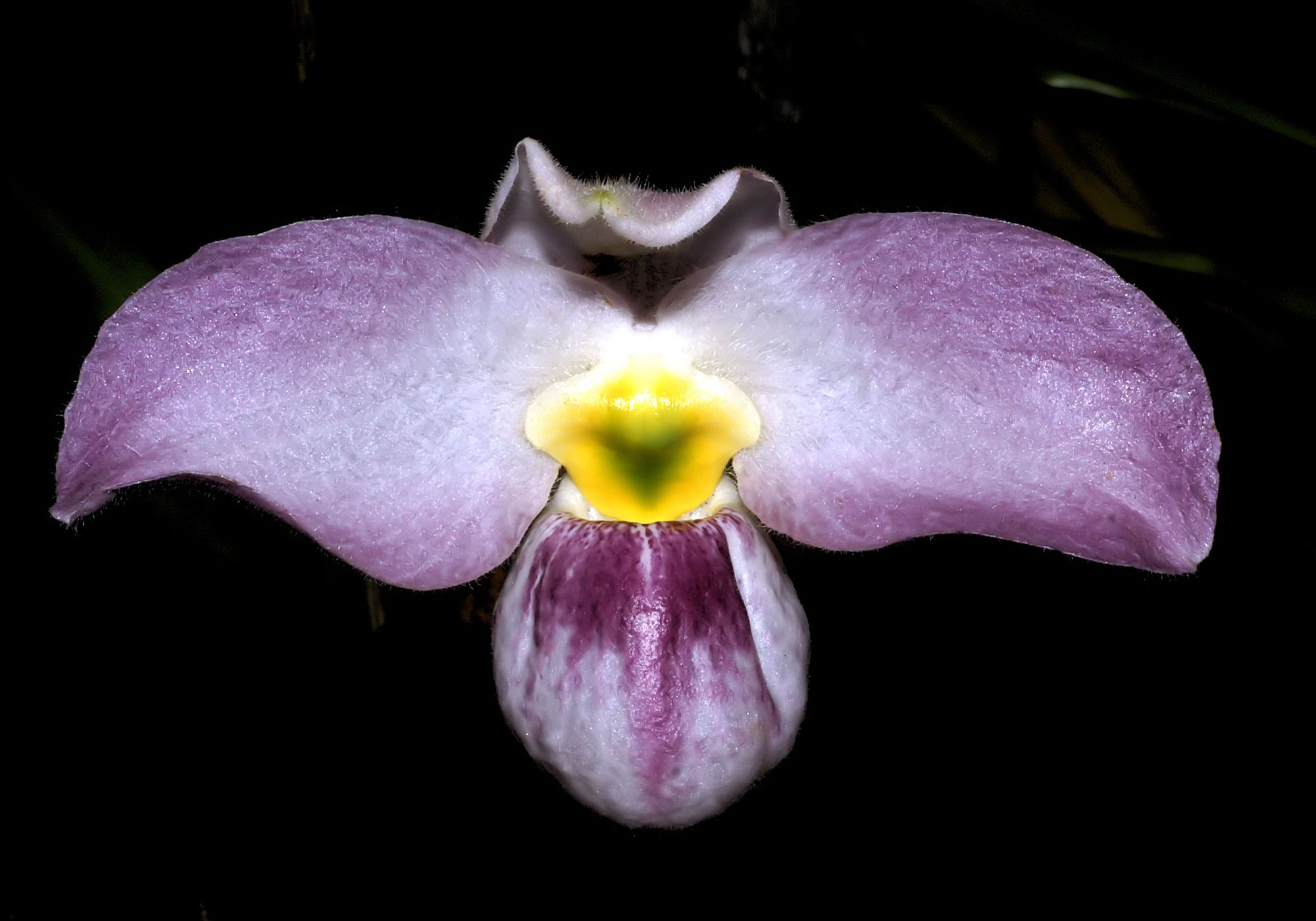
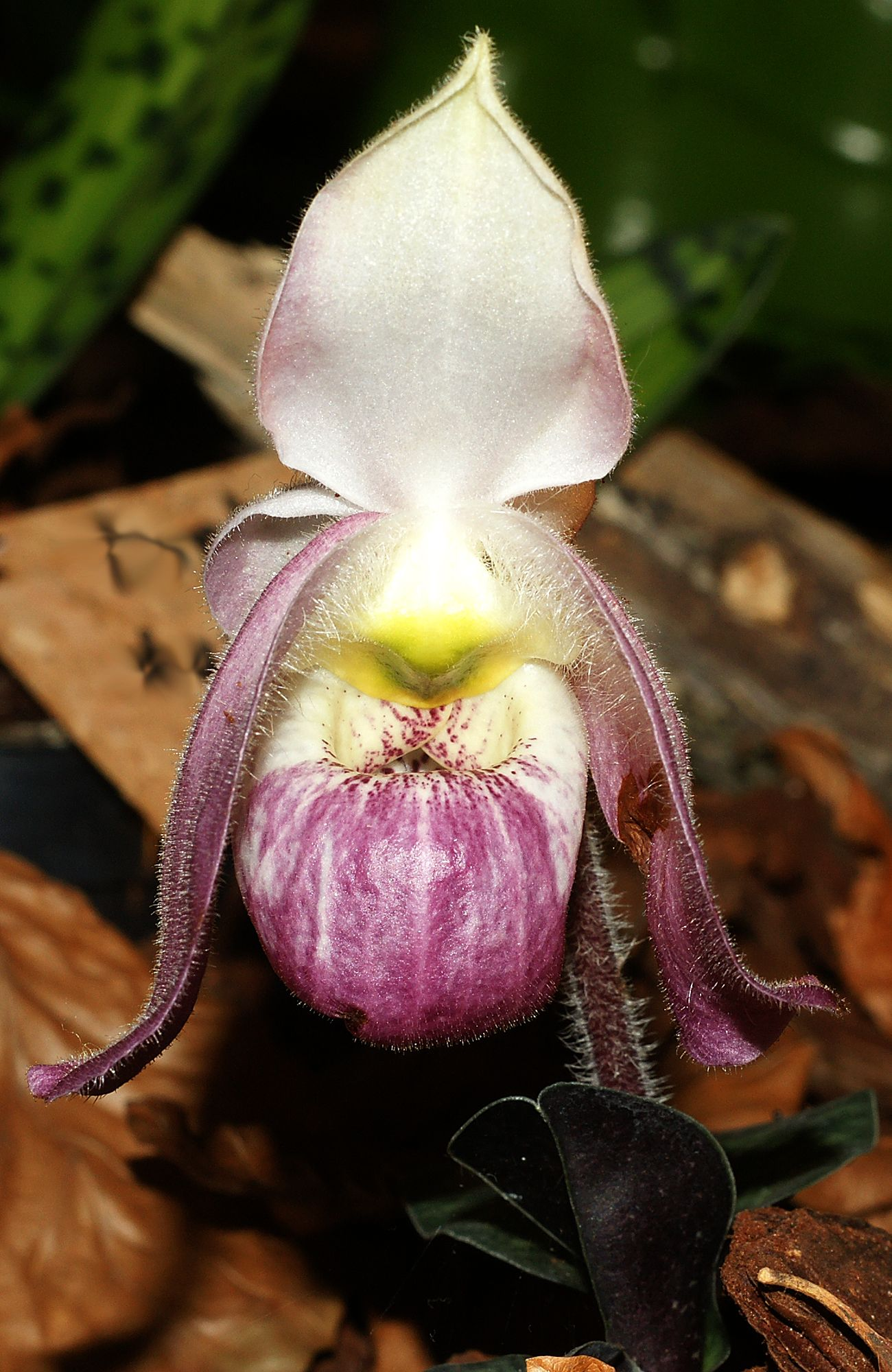
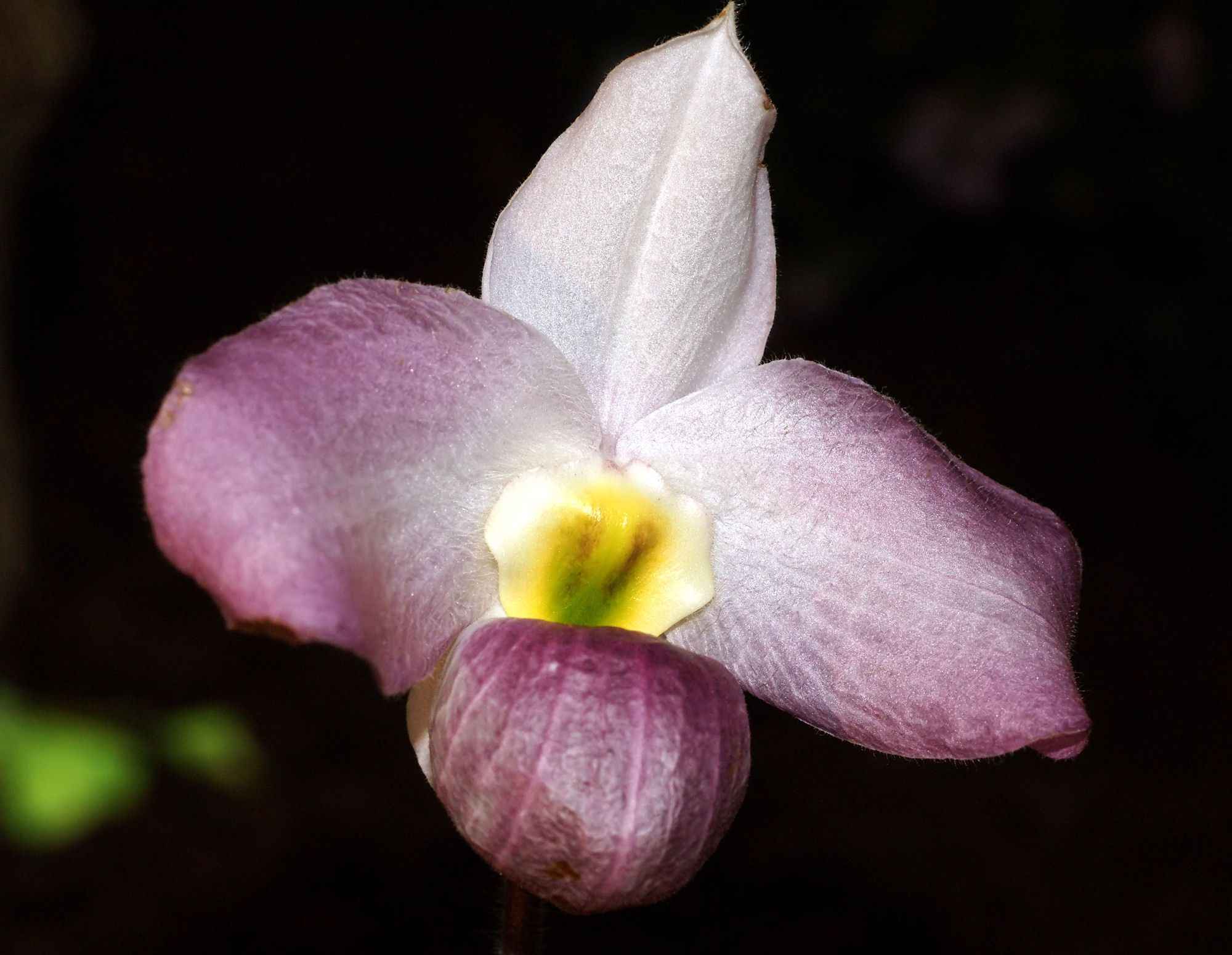

## Miêu tả
Hoa có cánh hoa 8 – 10 cm, màu hường, môi tía đậm ở mặt trước, nhạt dần về sau, mép cuộn vào, mặt trong có nhiều đốm tía đậm và một dải lông trắng dày đặc ở phần giữa, ngay dưới chân trụ.